# Heilig getal
Een heilig getal is een getal waaraan bijzondere eigenschappen worden toegedicht, zonder dat daar noodzakelijk een wetenschappelijke of wiskundige basis voor is. Dikwijls noemt men een getal "heilig" omdat het in verband wordt gebracht met de Bijbel, of te maken heeft met de tijdsindeling.
- 1 Het eerste, de basis, is deler van alle andere getallen, verwijst naar de (ene) Godheid.
- 3 Verwijst naar de goddelijke drie-eenheid. Drie aartsvaders. In de volksmond ook "alle goede dingen bestaan uit drie".
- 4 Seizoenen (van elk drie maanden); vier basiselementen: water - vuur - aarde - lucht
- 7 (som van 3+4) God schiep de wereld in zeven dagen (de zevende dag is de dag des Heren). Na zeven vette jaren volgen zeven magere jaren.
- 10 (is gebaseerd op het getal 7 want 2 × 5 = 10 en 2 + 5 = 7)
- 12 (is ook gebaseerd op het getal 7 want 3 × 4 = 12 en 3 + 4 = 7): 12 stammen van Israël; 12 maanden in een jaar; 12 apostelen.
- 21 (3 × 7): bijvoorbeeld de lijst met 21 heilige bisschoppen van Maastricht.
- 40 Komt veelvuldig aan bod in de Bijbel, aantal dagen tussen aswoensdag en pasen.
- 84 (product van de twee heilige getallen 7 en 12)
- 777
- 999 (staat voor de perfectie van God en zijn oneindigheid)
- 1000 (Duizendjarig vrederijk)
- 144.000